# Emily Willoughby

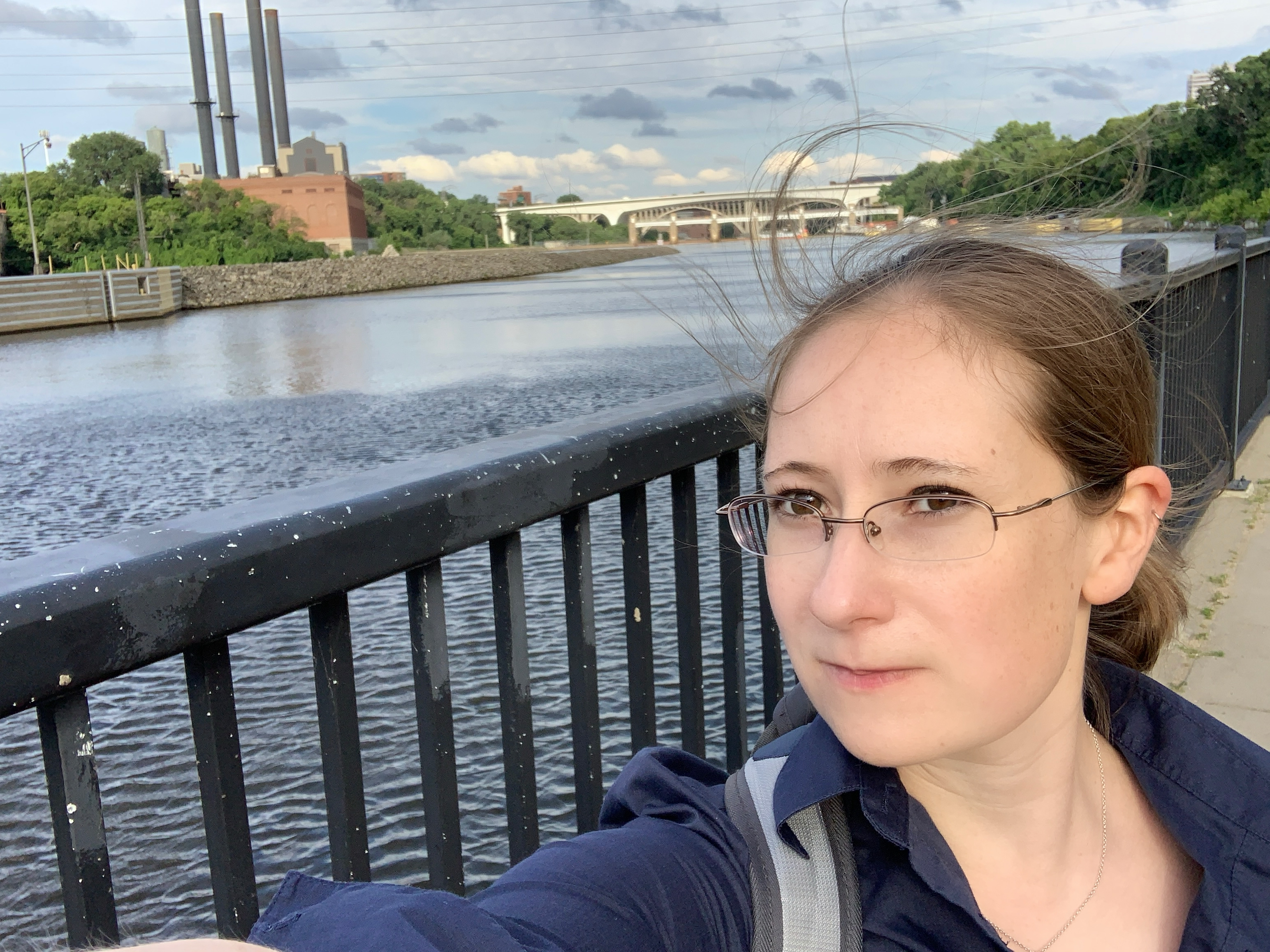
Emily Willoughby im Jahr 2019

Emily Autumn Willoughby (* 17. November 1986 im Pasquotank County, North Carolina), oft auch als Emily A. Willoughby zitiert, ist eine US-amerikanische Forscherin auf dem Gebiet der Verhaltensgenetik, Familienpsychologin, Wissenschaftsautorin, Naturfotografin und wissenschaftliche Illustratorin mit Schwerpunkt fossile und rezente Vögel sowie Dinosaurier (Paläokunst). Ihre Arbeiten sind in der Zeitschrift Nature, in Publikationen des Shanghai Natural History Museum sowie in den Verlagen National Geographic Partners und Scholastic erschienen.

## Leben
Willoughby ist die Tochter von David Bruce Willoughby. Sie absolvierte ab 2008 ein Biologiestudium an der Thomas Edison State University in Trenton, New Jersey, wo sie 2012 ihren Bachelor of Arts erhielt. Ab 2016 studierte sie Psychologie an der University of Minnesota, Twin Cities in Minneapolis, wo sie 2019 einen weiteren Bachelor in Fachbereich Persönlichkeit, individuelle Unterschiede und Verhaltensgenetik erlangte. 2021 wurde sie an derselben University mit der Dissertation Tracing causes and consequences of human intelligence through genetic and cognitive data unter der Leitung von James J. Lee and Matt McGue zum Ph.D. in Psychologie promoviert. Von 2016 bis 2022 war sie nacheinander Forschungsassistentin, Dozentin sowie Postdoc-Forscherin an der University of Minnesota, Twin Cities.
Zu Willoughbys Forschung zählt die klassische Verhaltensgenetik, wo sie sich mit Daten und Modellen aus Zwillings-, Familien- und Adoptionsstudien, der Familiensystemanalyse sowie zeitabhängigen Daten befasst. Auf dem Gebiet der Bioinformatik widmet sie sich genomweiten Assoziationstechniken. Zudem veröffentlichte sie Studien zu individuellen Unterschieden, Reaktionszeiten und Diffusionsmodellierung, zur Aufmerksamkeit, Leistung und zum Arbeitsgedächtnis, zu verhaltensgenetischen Anwendungen, zu Paradigmen und Anwendungen der kognitiven Psychologie sowie zu kognitiven Fähigkeiten und verwandten Phänotypen.
Seit 2007 arbeitet Willoughby als freiberufliche Illustratorin. Als Paläokünstlerin ist sie für ihre detailtreuen und akribischen Illustrationen bekannt. Ihr Interesse an der Paläontologie wurde in den späten 1990er Jahren durch die neuen Entdeckungen gefiederter Dinosaurier aus China, insbesondere Sinosauropteryx und Sinornithosaurus, geweckt. Ihre ersten großen Paläokunst-Inspirationen in der High School waren die Arbeiten von Gregory S. Paul und Luis Rey. Ihr Ausgangspunkt für eine Rekonstruktion ist oft ein Skelettschema oder die Untersuchung aller veröffentlichten Fotos des Fossils. Anschließend recherchiert sie über verwandte Arten, Taxa, die in derselben geologischen Epoche existiert haben, sowie über die Umgebung des Tieres.
Willoughby ist Mitglied der International Society for Intelligence Research, der American Psychological Association, der Society of Vertebrate Paleontology, der Northeastern Evolutionary Psychology Society, des National Center for Science Education sowie der Behavior Genetics Association.
2016 war Willoughby Co-Autorin und Hauptillustratorin beim Werk God’s Word or Human Reason?: An Inside Perspective on Creationism von Jonathan Kane. 2017 wurden Werke von ihr im Buch The Art of the Dinosaur: Illustrations by the Top Paleoartists in the World  von Kazuo Terakado vorgestellt. 2021 veröffentlichte sie das Buch Drawing and Painting Dinosaurs Using Art and Science to Bring the Past to Life.

## Galerie
Galerie von Werken Emily Willoughbys:

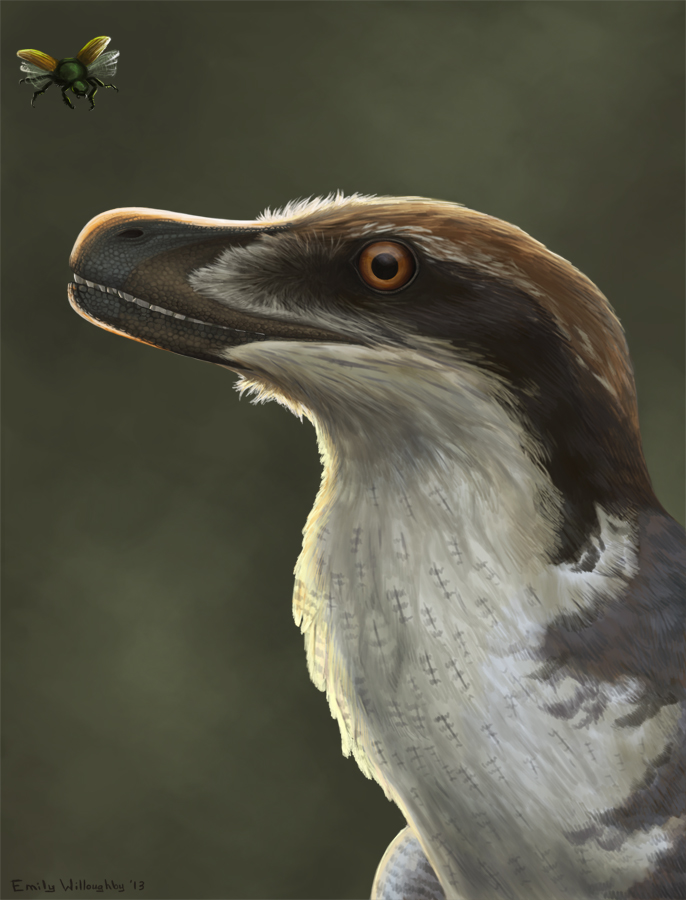
Acheroraptor
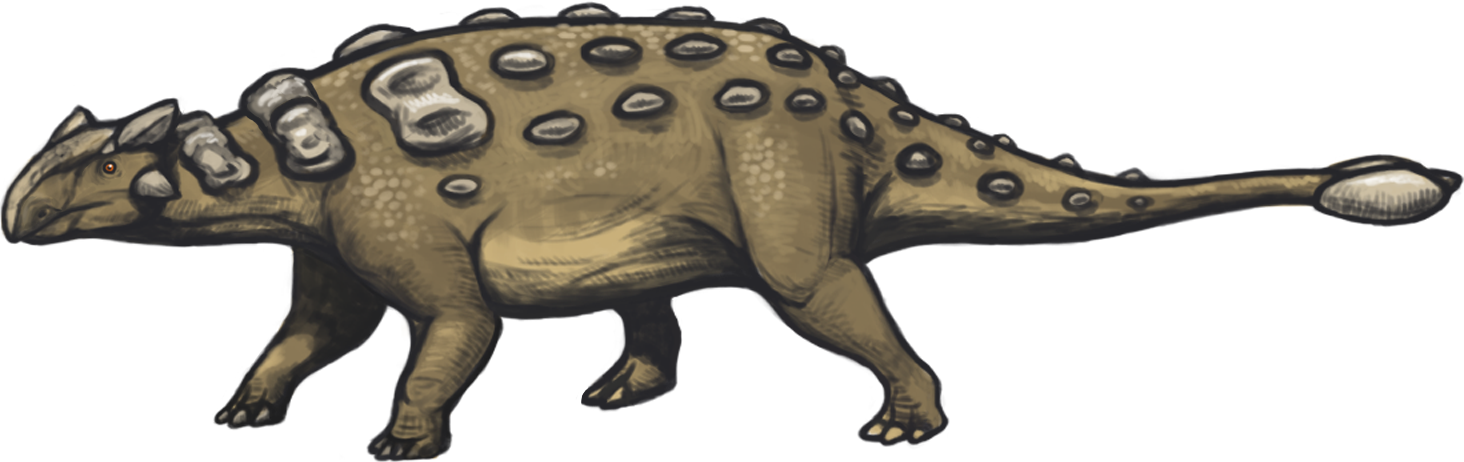
Ankylosaurus
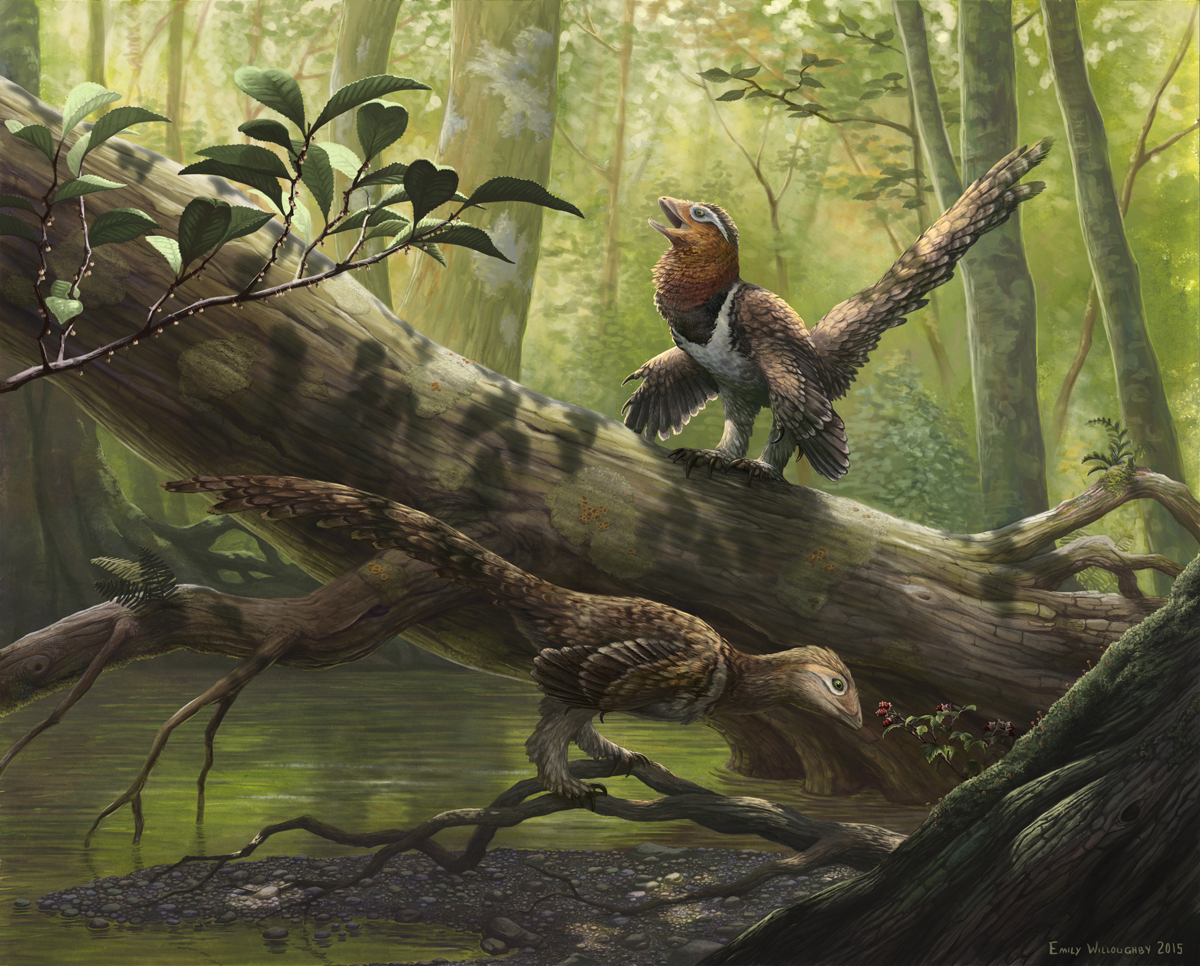
Balaur
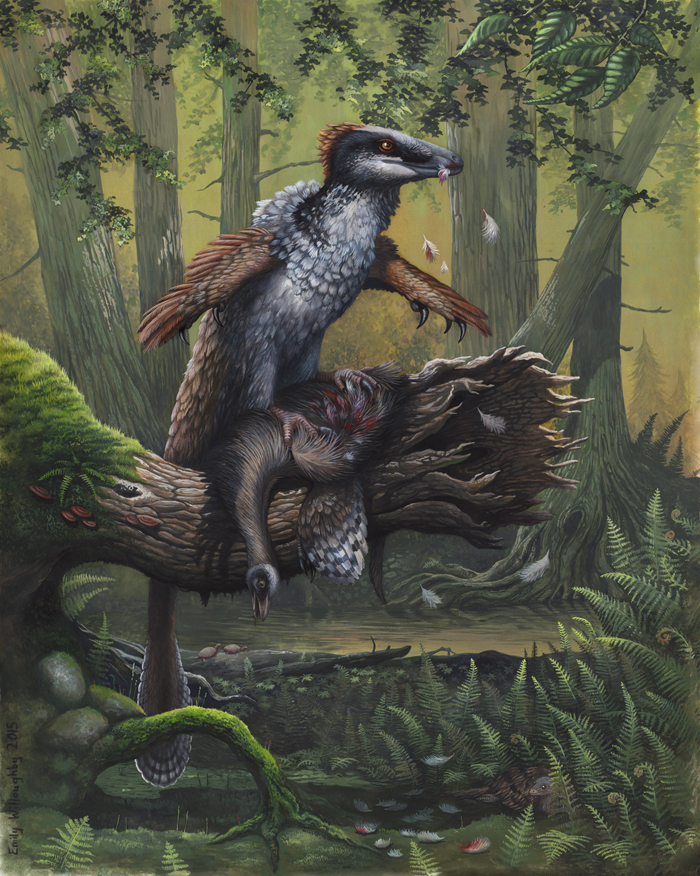
Dakotaraptor
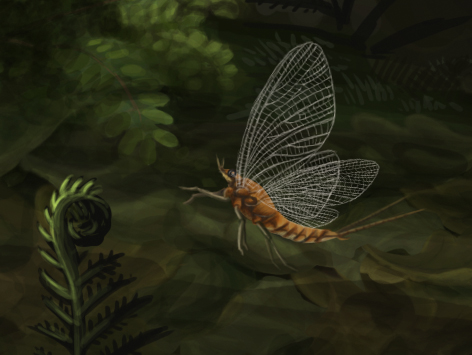
Epicharmeropsis
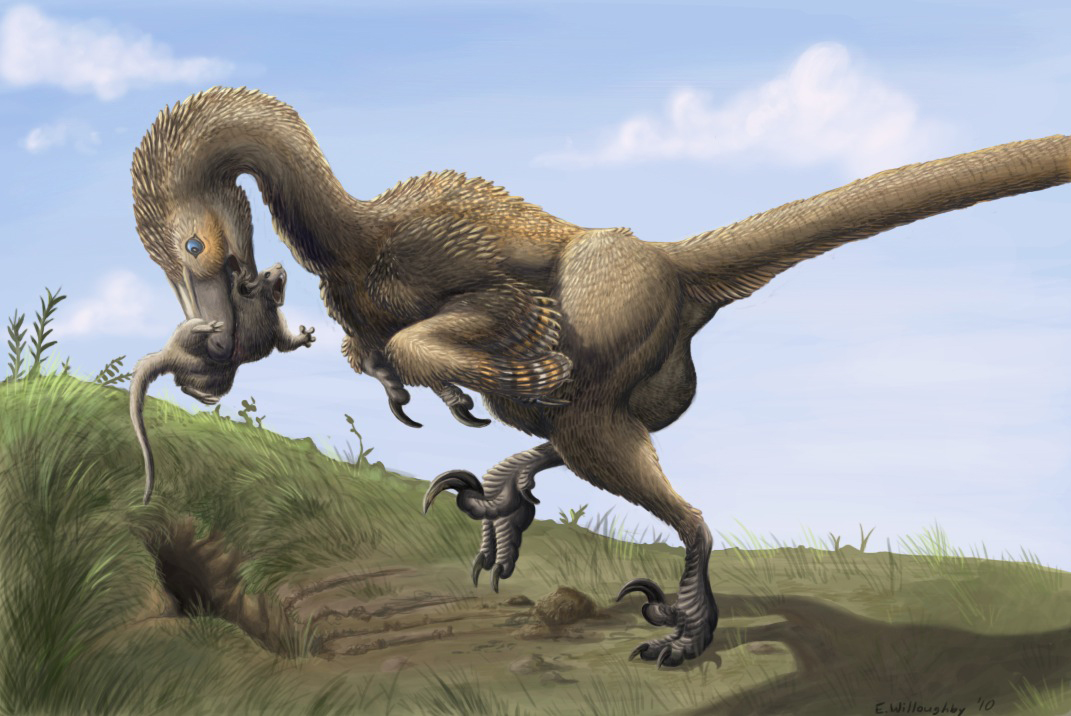
Saurornitholestes
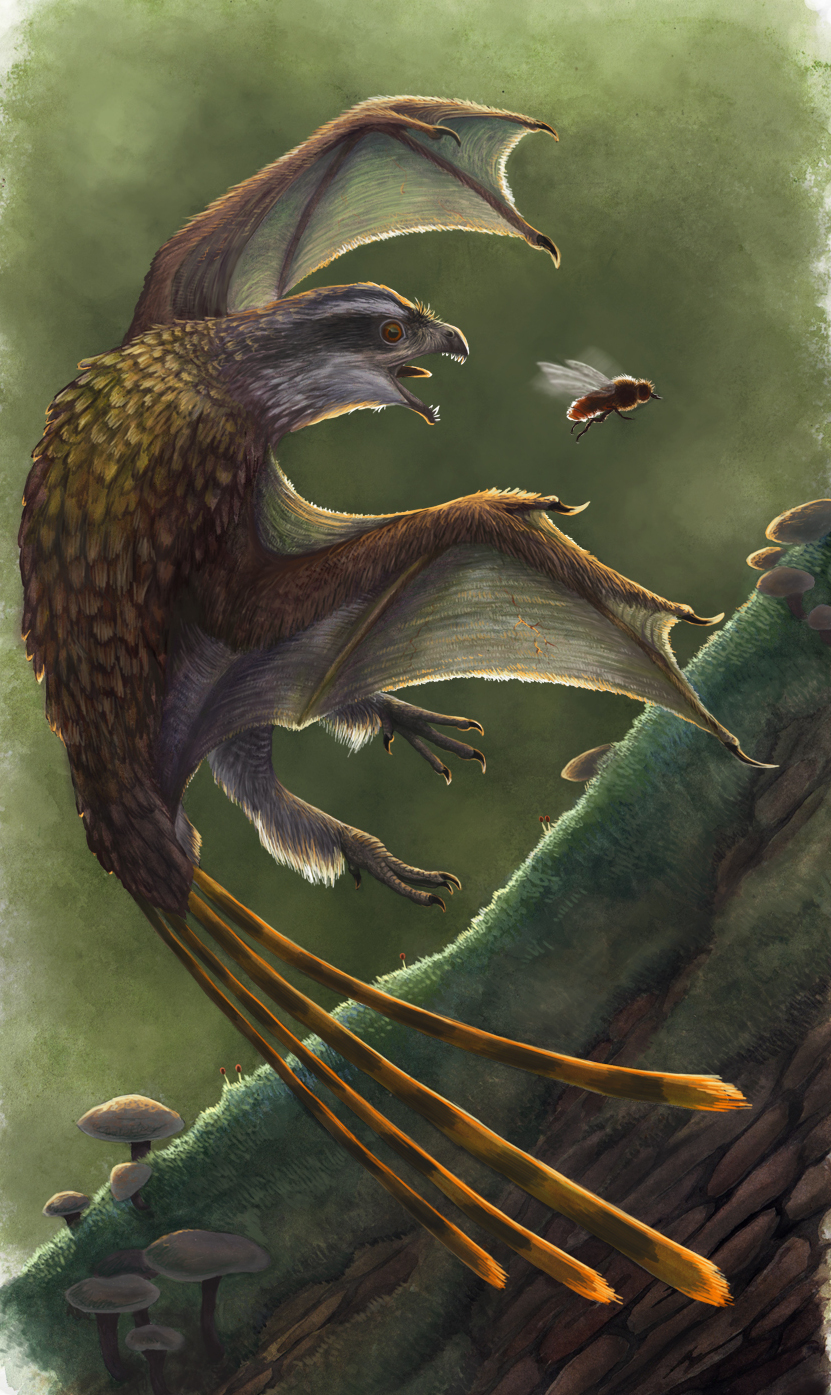
Yi qi
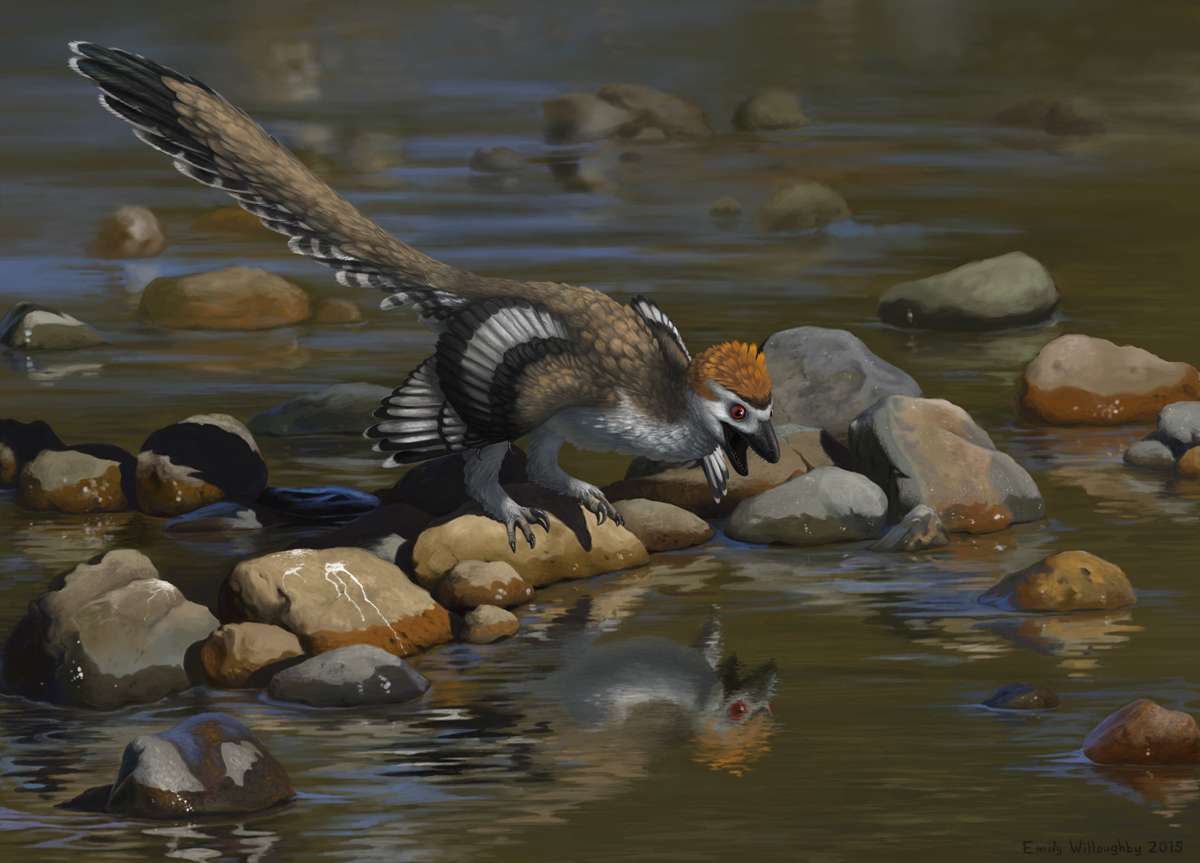
Zhenyuanlong
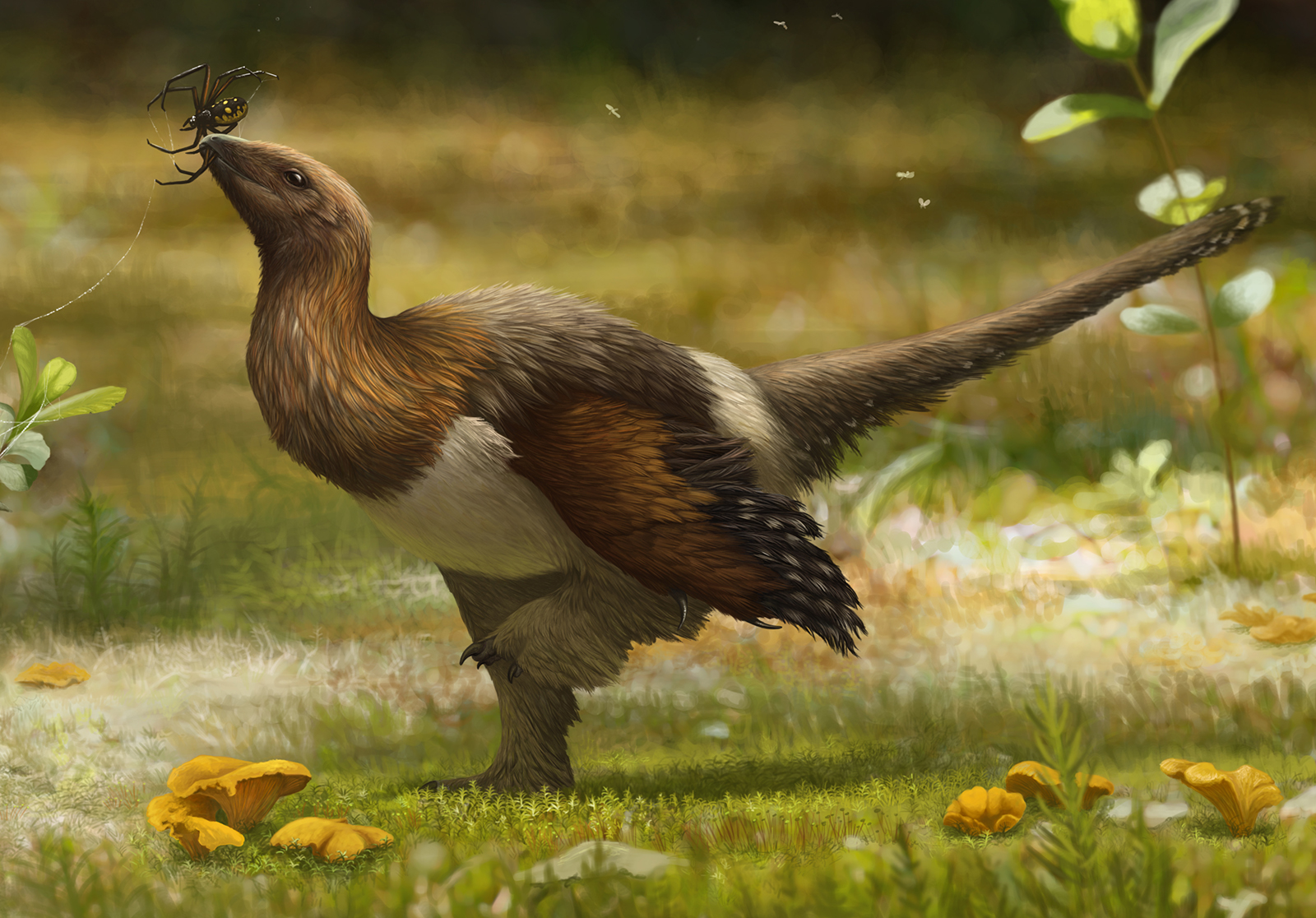
Serikornis